# 小数部分
ある非負実数 {\displaystyle x} の小数部分 (しょうすうぶぶん、英: fractional part, decimal part) とは、その整数部分を超える部分である。 {\displaystyle x} の整数部分 {\displaystyle \lfloor x\rfloor } は、「{\displaystyle x} を超えない最大の整数」と定義されるため、 小数部分 {\displaystyle \operatorname {frac} (x)} は整数部分との差として次のような式で表すことができる:
{\displaystyle \operatorname {frac} (x)=x-\lfloor x\rfloor ,\;x>0}.
この値は常に、半開区間 {\displaystyle [0,1)} に含まれる実数である。
また、正の数の小数部分は、十進法, 二進法のような位取り記数法で書いた時の小数点に続く部分と一致する。